# Garth Knox

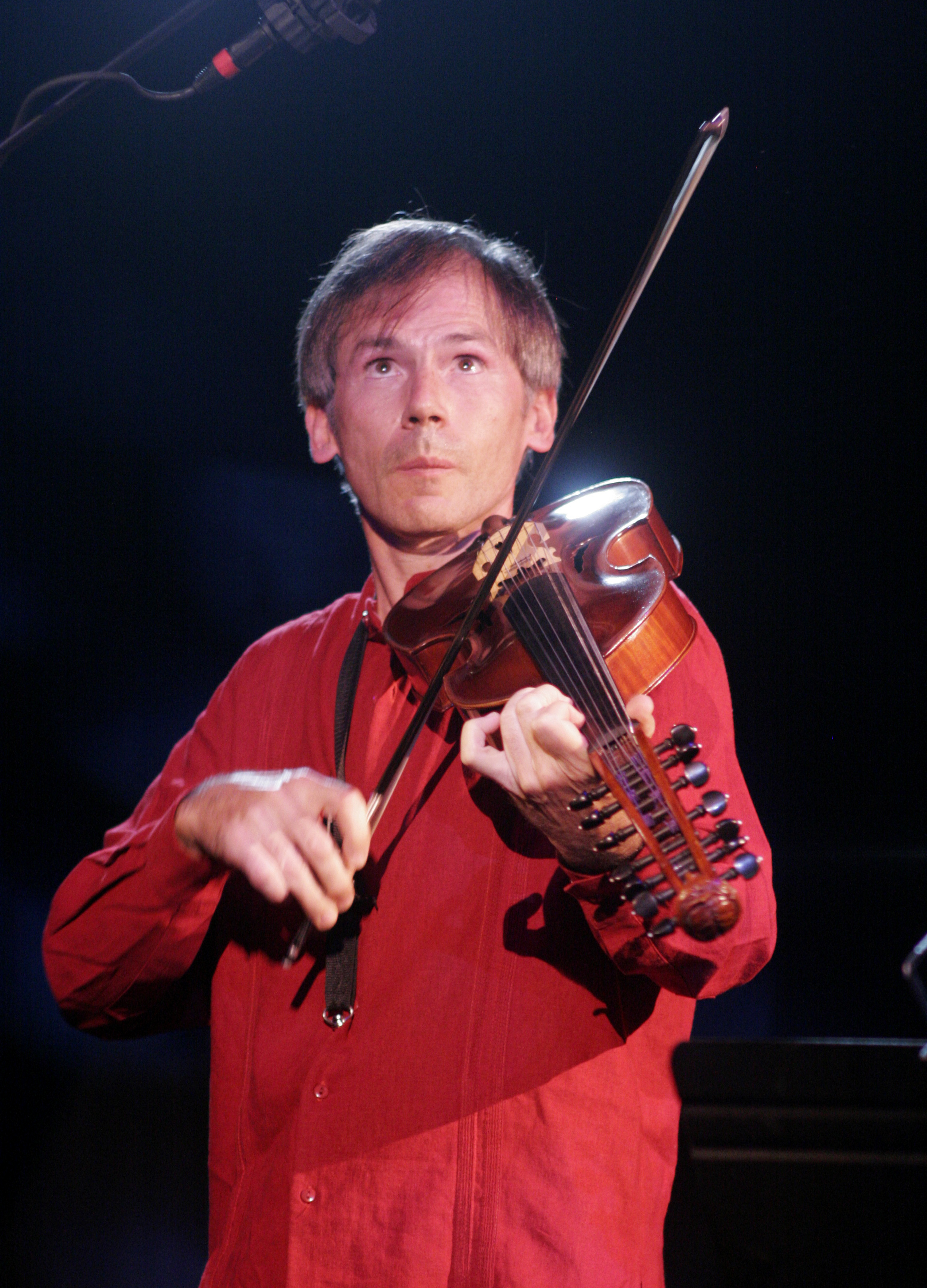
Garth Knox (2008)

Garth Knox (* 8. Oktober 1956 in Dublin) ist ein irischer Bratschist und Komponist im Bereich der zeitgenössischen Musik.

## Leben und Wirken
Knox wuchs in einer musikalischen Familie in Schottland auf. Als jüngstes von vier Kindern, die alle Saiteninstrumente spielten, entschied er sich für die Bratsche als sein Hauptinstrument. Er absolvierte ein Instrumentalstudium am Royal College of Music bei Frederic Riddle.
1983 holte Pierre Boulez Knox als Mitglied in sein Ensemble intercontemporain, mit dem er Uraufführungen bestritt und Alben aufnahm. 1990 schloss er sich dem Arditti Quartet an, dem er bis 1997 angehörte und mit dem er zahlreiche Aufnahmen vorlegte. Als Interpret Neuer Musik arbeitete er mit Komponisten wie Iannis Xenakis, Boulez, György Kurtág, Karlheinz Stockhausen (Helikopter-Streichquartett), Wolfgang Rihm, Bruno Maderna oder Olga Neuwirth und führte ihre Werke auf.
Ab 1998 konzentrierte sich Knox auf seine Solokarriere. Als Solist hat er Werke von Hans Werner Henze (die Bratschensonate ist ihm gewidmet), György Ligeti, Alfred Schnittke, Brian Ferneyhough, James Dillon, George Benjamin und anderen uraufgeführt. Mit Tabea Zimmermann führte er ein Bratschenduo von Peter Eötvös auf; auch spielte er eine Reihe von Duo-Konzerten mit Kim Kashkashian. Sein Debütalbum Works for Viola bei Naïve Records wurde mit dem Deutschen Schallplattenpreis ausgezeichnet. Es folgte das Album Spectral Viola bei Zeitklang Records.
Daneben begann Knox die Möglichkeiten der Viola d’amore in der zeitgenössischen Musik zu erkunden und ein neues Repertoire für das alte Instrument zu schaffen. Auf Einladung des Internet-Labels Shsk'h nahm Garth Knox mit Solo Viola d’amore Vol. 5 2009 eine Sammlung von Solo-Improvisationen für dieses Instrument in New York auf. Mit der Cellistin Agnès Vesrerman entstand das Album D’amore für ECM Records; beim selben Label folgte das Album Saltarello. In gleicher Besetzung arbeitete er mit John Zorn zusammen. Im Bereich der Neuen Improvisationsmusik spielte er mit Frode Haltli, mit Magali Imbert (Utopian Dances, 2008), mit Benjamin Dwyer, aber auch mit Joëlle Léandre, George Lewis und Steve Lacy. 2015 arbeitete er mit dem Trio Mediæval auf dessen Album Song of Songs zusammen.
Seit vielen Jahren ist Knox auch als Komponist tätig, hauptsächlich für sein eigenes Instrument. Daneben verfasste er auch zwei Streichquartette.